# Grothe (Badbergen)
Grothe ist ein Ortsteil der Gemeinde Badbergen im Norden des niedersächsischen Landkreises Osnabrück. Bis zum 30. Juni 1972 war Grothe eine selbstständige Gemeinde.

## Lage

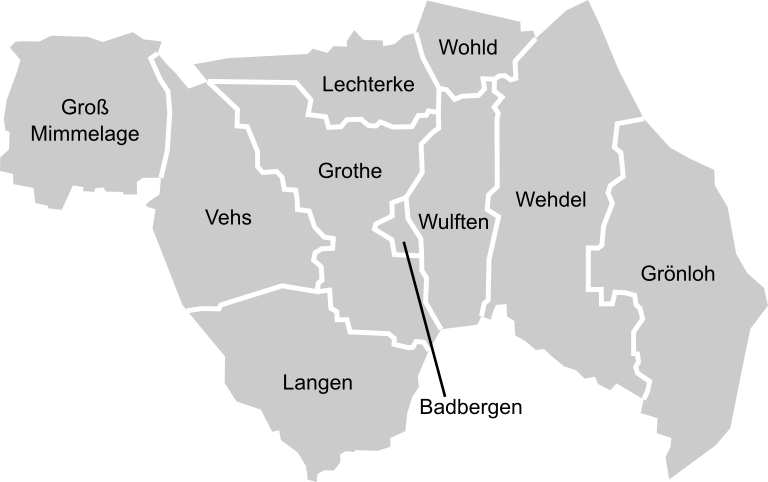
Ortsteile Badbergen

Der Ort liegt im westlichen Teil der Gemeinde westlich des Kernortes Badbergen an der Kreisstraße K 130 und an der B 68.

## Baudenkmale

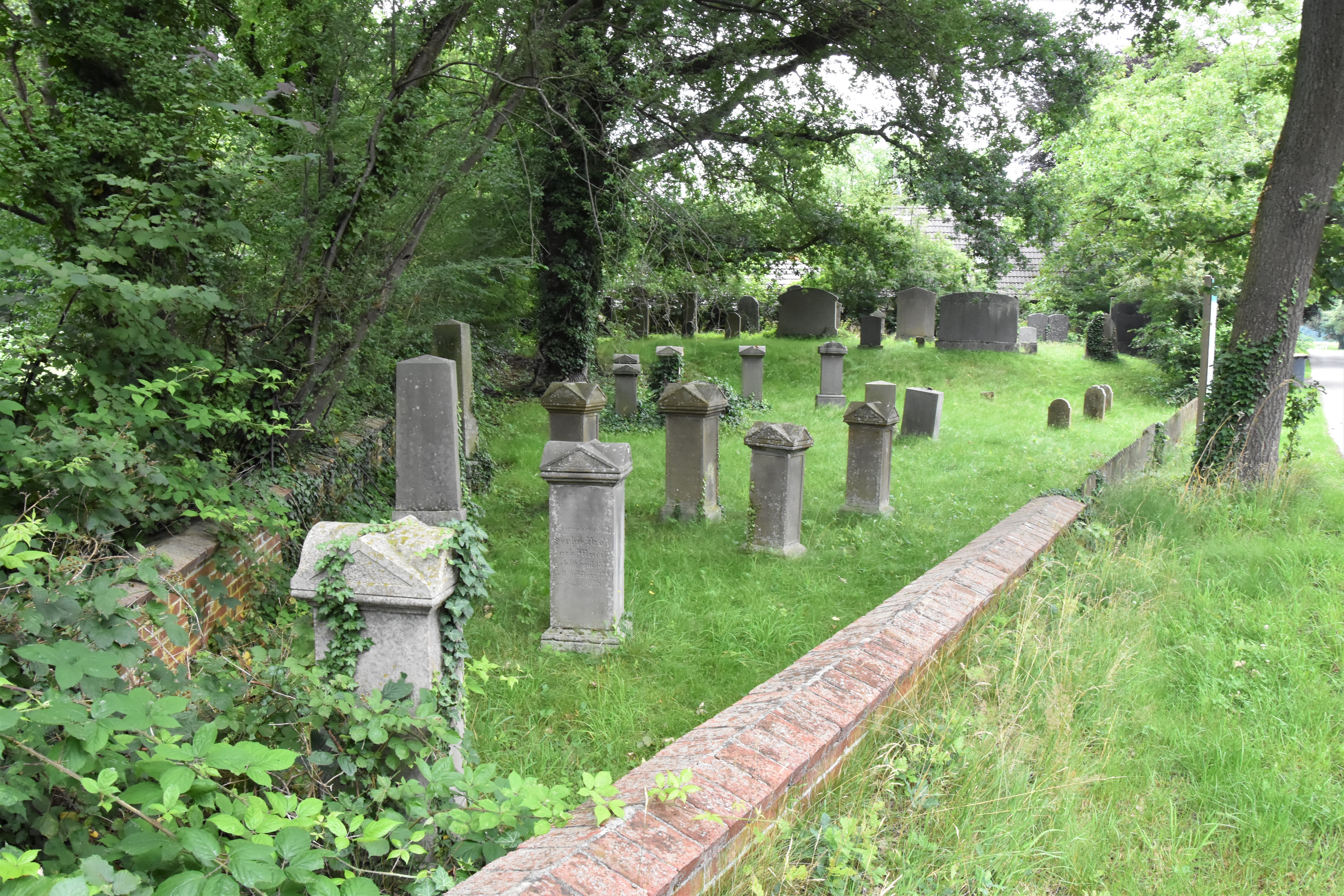
Der jüdische Friedhof in Grothe (2020)

In der Liste der Baudenkmale in Grothe sind 19 Höfe, fünf Einzeldenkmale – darunter der Jüdische Friedhof Grothe – und 15 ehemalige Baudenkmale aufgeführt.